# Caverne de Saint-Léonard
La caverne de Saint-Léonard est une cavité souterraine naturelle située à Montréal (Québec), dans l'arrondissement de Saint-Léonard. Elle est l'une des rares cavités naturelles du Québec à être située au cœur d'une ville. Cette particularité et ses caractéristiques propres lui confèrent une vocation éducative et récréative.

## Description
L'entrée de la caverne de Saint-Léonard se trouve dans le parc Pie-XII à Saint-Léonard. Un escalier bétonné y donne accès et l'entrée est fermée par une grille solide.  
Le développement est de plus de 300 mètres avec une dénivellation de 8 mètres. L'entrée s'ouvre sur une salle rectangulaire d'environ 2 mètres de hauteur sur 3 mètres de largeur et 13 mètres de longueur. Sur ses murs, on distingue nettement la stratification subhorizontale des roches calcaires qui appartiennent au Groupe de Trenton de l'époque Ordovicienne. Les fossiles de ces calcaires ont donc plus de 450 millions d'années.
La Société québécoise de spéléologie (Spéléo Québec) offre des visites guidées par des guides-spéléologues durant la saison estivale. Les visites se font en général entre le mois de mai et le mois de septembre.

## Histoire
D'après un article publié le 17 juillet 1815 dans le journal le Spectateur, la découverte de la caverne Saint-Léonard se situerait entre 1811 et 1812. Toutefois, c'est seulement le 1er juillet 1815 qu'un premier homme pénétra dans la caverne pour l'explorer. En mai 1978, la Société québécoise de spéléologie présente un mémoire à la Ville de Saint-Léonard proposant de désobstruer la caverne, ce qui a été réalisé le 25 avril 1979. Depuis, la caverne de Saint-Léonard est fréquemment visitée par les habitants de la région jusqu'à ce que la municipalité la déclare « site cavernicole », en 1980. Elle est ouverte au public depuis 1981 et, en 1988, la Communauté urbaine de Montréal en fait un « site patrimonial d'intérêt régional ». La grotte est aménagée pour les visites, qui sont encadrées par la Société québécoise de spéléologie.
Le 12 octobre 2017, Daniel Caron et Luc Le Blanc découvrent une suite à la cavité après désobstruction. Une nouvelle galerie partiellement remplie d'eau ajoute 200 mètres au développement de la cavité. Au total, ce sont plus de 350 mètres de nouveaux passages qui ont été cartographiés. Avant cette date, le développement connu de la caverne était de 35 mètres.

## Dénomination
L'appellation « grotte », qui désigne habituellement une cavité formée par l'action de l'eau, est incorrecte pour cette caverne puisqu'elle aurait une origine glacio-tectonique, un phénomène relativement rare[réf. nécessaire].